# Comunità montana Vestina
La Comunità montana Vestina (zona I) era stata istituita con la Legge Regionale 29 gennaio 1976, n. 8 della Regione Abruzzo, che ne ha anche approvato lo statuto.
È stata accorpata alla Comunità montana Pescarese dopo una riduzione delle comunità montane abruzzesi che sono passate da 19 ad 11 nel 2008.
La Regione Abruzzo ha abolito la nuova Comunità montana insieme a tutte le altre comunità montane nel 2013.
La Comunità montana Vestina aveva sede nel comune di Carpineto della Nora e comprendeva tredici comuni dell'area Vestina, nella provincia di Pescara:
- Brittoli
- Bussi sul Tirino
- Castiglione a Casauria
- Carpineto della Nora
- Civitaquana
- Civitella Casanova
- Corvara
- Farindola
- Montebello di Bertona
- Penne
- Pescosansonesco
- Vicoli
- Villa Celiera